# Педиконе (Фрозиноне)
Педиконе је насеље у Италији у округу Фрозиноне, региону Лацио.
Према процени из 2011. у насељу је живело 10 становника. Насеље се налази на надморској висини од 569 м.